# Cirriphyllum crassinervium
Cirriphyllum crassinervium là một loài rêu trong họ Brachytheciaceae. Loài này được Taylor Loeske & M. Fleisch. mô tả khoa học đầu tiên năm 1907.

## Hình ảnh

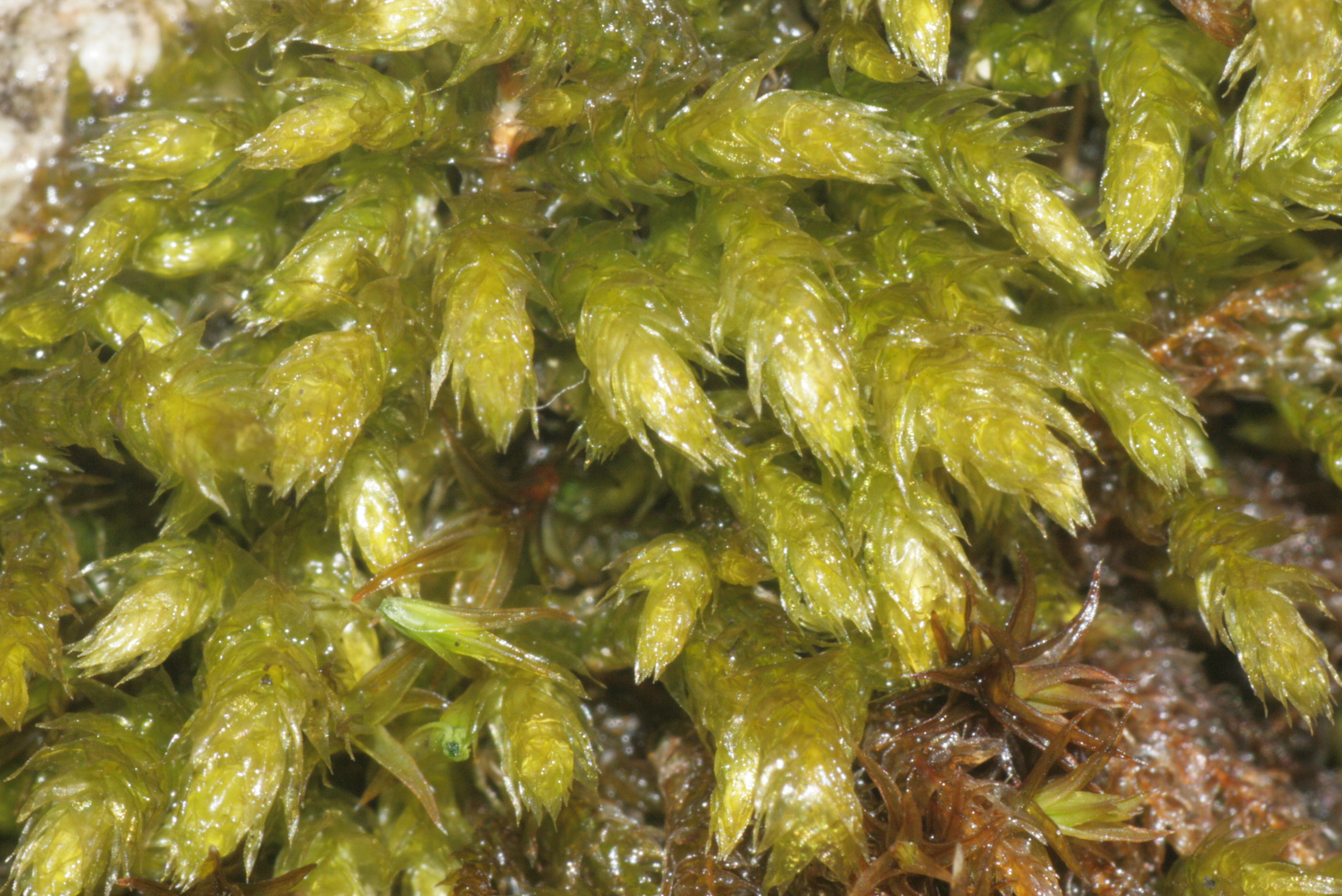
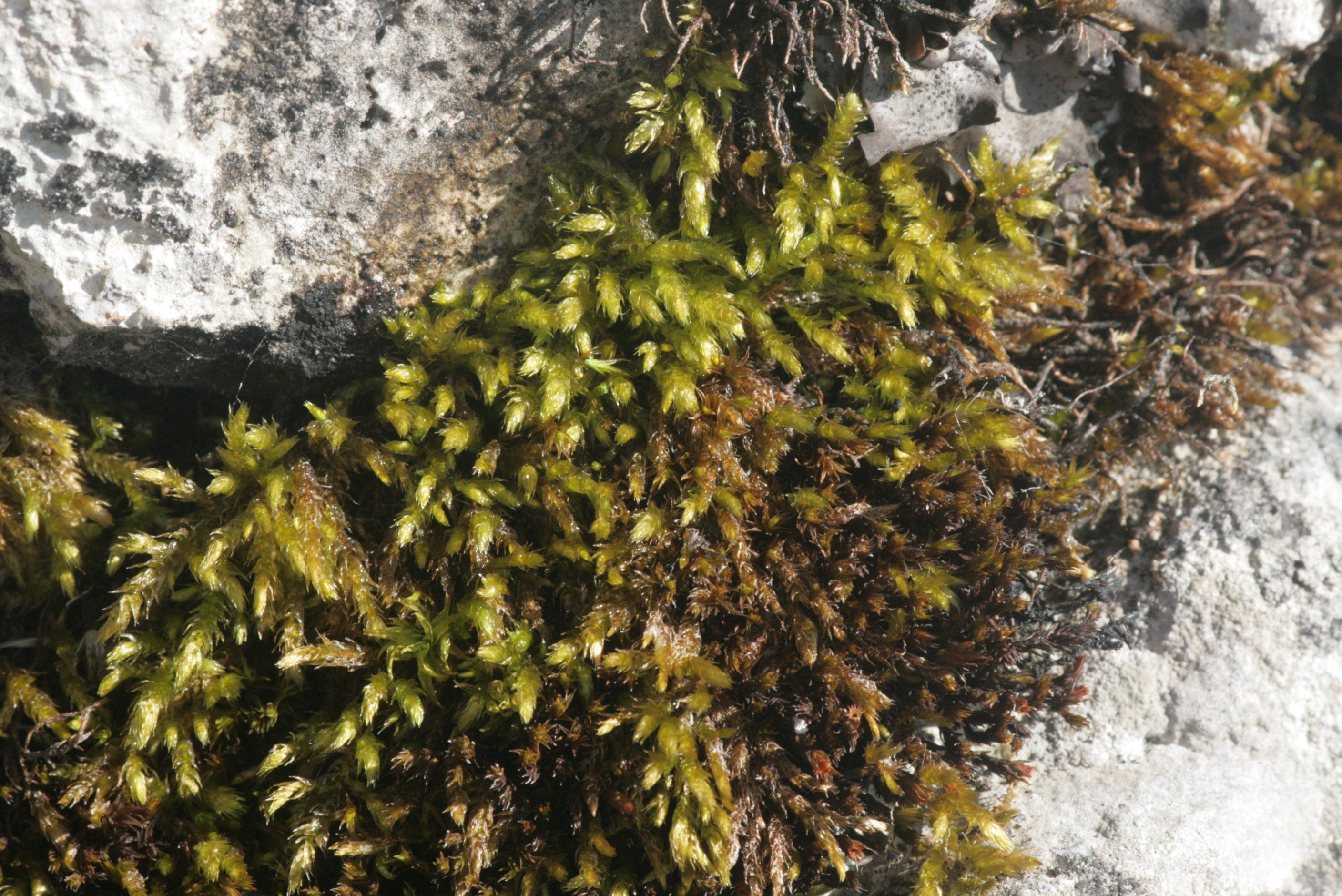
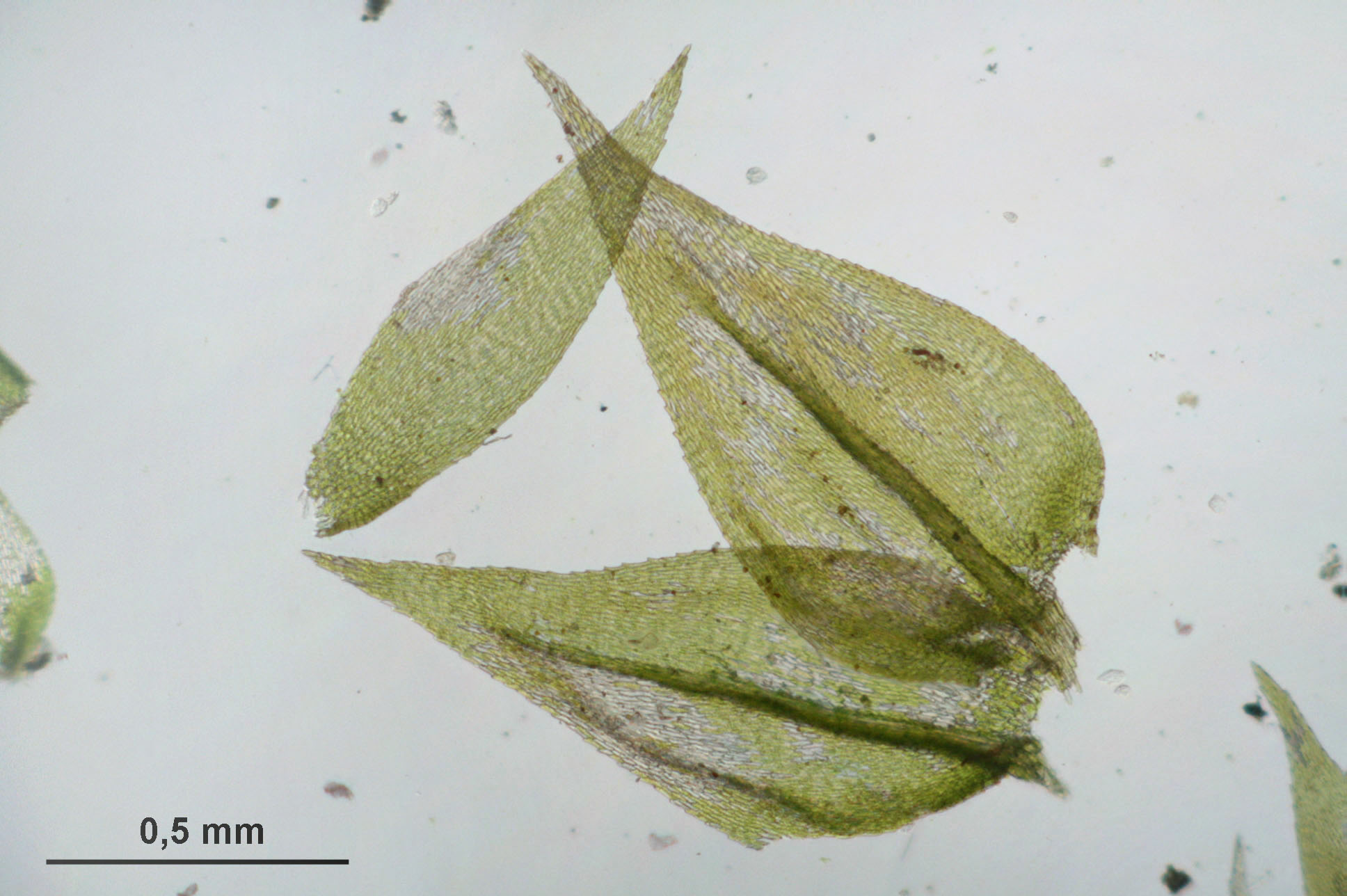
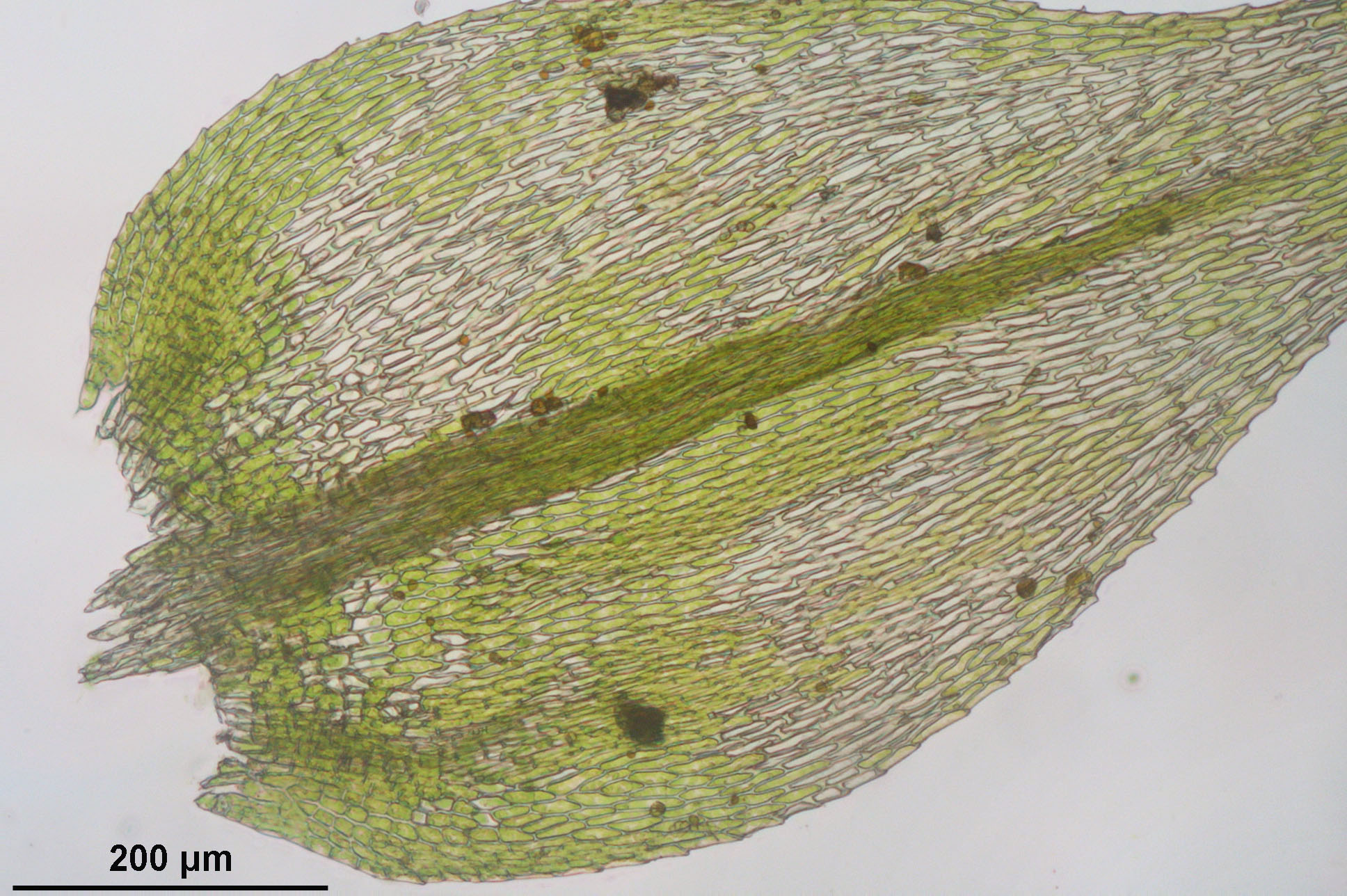